# Die Wendeltreppe (1946)
Die Wendeltreppe (Originaltitel: The Spiral Staircase) ist ein US-amerikanischer Thriller von Robert Siodmak aus dem Jahr 1946 mit Dorothy McGuire in der Hauptrolle. Er basiert auf dem Roman Helen oder Die Wendeltreppe (Some Must Watch, auch: The Spiral Staircase) von Ethel Lina White, in dem die Heldin allerdings nicht stumm ist und auch sonst keine Behinderung hat.

## Handlung
Neuengland im Jahr 1916: In einem kleinen Ort geht ein Serienmörder um, dessen Opfer stets behinderte junge Frauen sind. Auf einem alten Landsitz arbeitet die stumme Helen für die bettlägerige Witwe Mrs. Warren. Im Haushalt leben außerdem: Professor Albert Warren, der Stiefsohn von Mrs. Warren, und sein leichtlebiger Halbbruder Steve, der leibliche Sohn von Mrs. Warren; die Sekretärin Blanche, die Krankenschwester von Mrs. Warren, und das Haushälterehepaar Oates. Mrs. Warren ist sehr besorgt um Helen aufgrund des Mörders und drängt sie, das Haus zu verlassen.
Der freundliche junge Hausarzt Dr. Parry, der den Grund für Helens Stimmverlust kennt – als Kind wurde sie Zeugin, wie ihre Eltern verbrannten –, rät Helen ebenfalls zum Weggang und hofft, dass bei einem Arzt in Boston ihre dissoziative Dysphonie geheilt werden kann. Zwischen Dr. Parry und Helen entsteht eine zaghafte Romanze, doch sie ist von der Angst geplagt, dass sie ihrer Stummheit wegen seiner nicht würdig ist.
Nach und nach leert sich aufgrund verschiedener Umstände das Haus, in dem nur Mrs. Warren und ihre Söhne, Helen und Blanche sowie die Haushälterin zurückbleiben; Letztere betrinkt sich und schläft ein. Während ein Gewitter tobt, wird Blanche im Keller, am Ende der titelgebenden Wendeltreppe, ermordet. Helen sperrt Steve ein, den sie für den Mörder hält, da der mit der Sekretärin eine Affäre hatte.
Plötzlich steht Helen allein Professor Warren gegenüber, der sich als der wahre Täter offenbart. Er möchte die Welt von allem Schwachen befreien, um sich und seinem verstorbenen Vater – der ihn stets für einen Schwächling gehalten hatte – seine eigene Stärke zu beweisen. Blanche wurde von ihm ermordet, da Albert eifersüchtig auf ihre Beziehung mit Steve war. Es kommt zum Kampf, bis Mrs. Warren oben an der Treppe mit einem Revolver erscheint und mit letzter Kraft Albert erschießt. Sie hatte schon lange vermutet, dass einer ihrer Söhne hinter den Morden steckt. Anschließend erleidet Mrs. Warren einen Schwächeanfall. Helen geht zum Telefon, gewinnt ihre Stimme wieder und ruft bei Dr. Parry um Hilfe an.

## Hintergrund
Die Wendeltreppe wurde im Dezember 1946 in den USA uraufgeführt und startete am 5. Januar 1948 in Deutschland.
Ethel Lina Whites Romanvorlage, erstmals 1933 als Some Must Watch veröffentlicht, wurde nach Erscheinen des Films unter dem Filmtitel The Spiral Staircase aufgelegt.

## Synchronisation
Für diesen Film existieren zwei verschiedene deutsche Synchronbearbeitungen. Die erste entstand 1948 in den Ateliers des Filmstudios Tempelhof in Berlin-Tempelhof. Für Synchronbuch und -regie zeichnete Johannes Lüdke verantwortlich. Die zweite Fassung fertigte die Berliner Synchron GmbH 1964 an. Das Dialogbuch verfasste Fritz A. Koeniger, Synchronregie führte Klaus von Wahl. Diese Neufassung wird seither gezeigt.
| Rolle                   | Darsteller      | Synchronsprecher (1948) | Synchronsprecher (1964) |
| ----------------------- | --------------- | ----------------------- | ----------------------- |
| Helen                   | Dorothy McGuire | Charlotte Radspieler    | Liane Croon             |
| Professor Warren        | George Brent    | Werner Pledath          | Klaus Miedel            |
| Mrs. Warren             | Ethel Barrymore | Magda Wengiel           | Lu Säuberlich           |
| Doktor Parry            | Kent Smith      | Harry Giese             | Lothar Blumhagen        |
| Haushälterin Mrs. Oates | Elsa Lanchester | ?                       | Siegrid Hackenberg      |
| Blanche, Sekretärin     | Rhonda Fleming  | ?                       | Bettina Schön           |
| Steve                   | Gordon Oliver   | Curt Ackermann          | Eckart Dux              |
| Constable               | James Bell      | ?                       | Friedrich W. Bauschulte |
| Mr. Oates               | Rhys Williams   | ?                       | Alexander Welbat        |
| Schwester Barker        | Sara Allgood    | ?                       | Ursula Krieg            |

## Kritiken
„Meisterhafter Psychothriller, auch schauspielerisch sehr intensiv.“

„Die Stumme – Dorothy McGuire stellt sie hinreißend dar – lernt vor Angst und Pein wieder sprechen und führt sogar ein Telephongespräch. Damit reiht sich der Film in die lange Kette der psychotherapeutischen Gewaltkuren, die seit dem ‚Letzten Schleier‘ in letzter Zeit zu sehen waren. […] Aber auf den Schluß zu häufen sich die Schrecken allzusehr. Wer auszog, das Gruseln zu lernen, kommt womöglich lachend nach Hause.“

„Äußerst effektvoller Gruselkrimi, hart an der Grenze des Erträglichen. (Für Erwachsene, mit Vorbehalten.)“

„Der schon zum Klassiker gewordene Thriller […] um den versuchten Mord an einem stummen Mädchen in einem herrschaftlichen Landhaus. Empfehlenswert nicht nur für erwachsene Freunde des gekonnten Kriminalfilms – in ihm steckt mehr.“

## Auszeichnungen
Für ihre darstellerische Leistung wurde Ethel Barrymore für einen Oscar für die Beste Nebendarstellerin nominiert.

## Nachwirkung
Ethel Lina Whites Roman wurde mehrfach neu verfilmt, darunter 1975 mit Jacqueline Bisset (deutsch Das Geheimnis der Wendeltreppe) und 2000 als Fernsehfilm mit Nicollette Sheridan in den Hauptrollen.